# Вондроже-Вельке (гмина)
Вондроже-Вельке (пол. Wądroże Wielkie) — сельская гмина (волость) в Польше, входит как административная единица в Яворский повет, Нижнесилезское воеводство. Население — 4068 человек (на 2004 год).

## Демография
| Перепись                       | Всего   | Всего | Женщины | Женщины | Мужчины | Мужчины |
| ------------------------------ | ------- | ----- | ------- | ------- | ------- | ------- |
| Единицы                        | человек | %     | человек | %       | человек | %       |
| Население                      | 4068    | 100   | 2051    | 50,4    | 2017    | 49,6    |
| Плотность населения (чел./км²) | 45,6    | 45,6  | 23      | 23      | 22,6    | 22,6    |

## Сельские округа
1. Беляны
2. Бернатки
3. Будзишув-Малы
4. Будзишув-Вельки
5. Гондкув
6. Грановице
7. Енкув
8. Кемпы
9. Косиска
10. Мерчице
11. Павловице-Вельке
12. Постолице
13. Ромбенице
14. Скала
15. Соболев
16. Вондроже-Мале
17. Вондроже-Вельке
18. Вежховице

## Поселения
1. Аугустув
2. Добжаны
3. Пшибендув

## Соседние гмины
1. Гмина Легницке-Поле
2. Гмина Мальчице
3. Гмина Мсцивоюв
4. Гмина Руя
5. Гмина Сьрода-Слёнска
6. Гмина Уданин